# Novochochlovskaja
Novochochlovskaja (in russo Новохохловская?) è una stazione dell'anello centrale di Mosca inaugurata nel 2016. La fermata serve il quartiere di Nižegorodskij nel distretto amministrativo sud-orientale della capitale russa.
A poca distanza della stazione si trova l'omonima stazione posta sulla linea 2 dei diametri centrali di Mosca, inaugurata nel novembre 2019.
Nel 2017, la stazione era mediamente frequentata da soli 3.000 passeggeri giornalieri.
Tuttavia, con l'apertura della vicina stazione posta sulla linea 2 dei diametri, pare che il flusso di passeggeri sia sensibilmente aumentato.